# Charles Esten
Charles Esten Puskar III, noto anche con lo pseudonimo di Chip Esten (Pittsburgh, 9 settembre 1965), è un attore e cantante statunitense.
È noto in particolare per avere interpretato il personaggio di Deacon Claybourne nella serie televisiva musicale Nashville (2012-2018) e il personaggio di Ward Cameron nella serie Netflix Outer Banks (2020-). In precedenza aveva partecipato, tra gli altri, allo show di improvvisazione comica Whose Line Is It Anyway? (1999-2005).

## Filmografia parziale

### Cinema
- L'uomo del giorno dopo (The Postman), regia di Kevin Costner (1997)
- Thirteen Days, regia di Roger Donaldson (2000)
- Swing Vote - Un uomo da 300 milioni di voti (Swing Vote), regia di Joshua Michael Stern (2008)

### Televisione
- Sale of the Century - show, 4 episodi(1988)
- On the Television - show, 5 episodi (1989)
- Whose Line Is It Anyway? (Versione UK) - show, 5 episodi (1992; 1994)
- Star Trek: The Next Generation – serie TV, episodio 6x23 (1993)
- The Crew (1995-1996) - serie TV, 21 episodi (1995)
- Star Trek: Voyager - serie TV, episodio 3x06 (1996)
- Delitto senza movente (The Sleepwalker Killing), regia di John Cosgrove (1997) - film TV
- The Brian Benben Show - show, 7 episodi (1998-2000)
- Late Last Night, regia di Steven Brill (1999) - film TV
- Whose Line Is It Anyway? (Versione USA) - show, 41 episodi (1999-2005; 2017-2018)
- Cinque in famiglia (Party of Five) - serie TV, 7 episodi (2000)
- 61* regia di Billy Crystal (2001) - film TV
- On the Spot - show, 5 episodi (2003)
- Drew Carey's Green Screen Show - show, 8 episodi (2004-2005)
- The Office - serie TV, 7 episodi (2006)
- Cold Case - Delitti irrisolti (Cold Case) - serie TV, episodio 4x06 (2006)
- E.R. - Medici in prima linea (ER) - serie TV, 4 episodi (2007-2008)
- Big Love - serie TV, 11 episodi (2009-2010)
- Drew Carey's Improv-A-Ganza - show, 32 episodi (2011)
- Enlightened - La nuova me (Enlightened) - serie TV, 6 episodi (2011)
- Jessie - serie TV, 4 episodi (2011-2015)
- Nashville - serie TV, 124 episodi (2012-2018)
- Outer Banks -serie TV (2020-2023)

## Doppiatori italiani
Nelle versioni in italiano dei suoi lavori, Charles Esten è stato doppiato da:
- Enrico Di Troia in Star Trek: Voyager
- Vittorio De Angelis ne L'uomo del giorno dopo
- Francesco Bulckaen in Thirteen Days
- Antonio Sanna in Cold Case - Delitti irrisolti
- Roberto Pedicini in E.R. - Medici in prima linea
- Fabio Boccanera in Big Love
- Gaetano Lizzio in NCIS: Los Angeles
- Francesco Prando in Enlightened - La nuova me
- Vittorio Guerrieri in Jessie
- Andrea Lavagnino in Nashville
- Simone D'Andrea in Outer Banks

## Discografia

### Singoli
- 2012 - Undermine (con Hayden Panettiere)
- 2012 - No One Will Ever Love You (con Connie Britton)
- 2013 - This Town (con Clare Bowen)
- 2017 - Sanctuary (con Lennon & Maisy)